# جایزه صلح آلبرت اینشتین
جایزه صلح آلبرت اینشتین (به انگلیسی: Albert Einstein Peace Prize) یک جایزه صلح است که از سال ۱۹۸۰ میلادی هر ساله توسط بنیاد جایزه صلح آلبرت اینشتین (به انگلیسی: Albert Einstein Peace Prize Foundation) اعطا می‌شود. قدمت این بنیاد به سال ۱۹۷۹، صدمین سالگرد تولد آلبرت انیشتین می‌رسد و مانیفست راسل-اینشتین را تداعی می‌کند که بر خلع سلاح هسته ای تأکید دارد. این جایزه با حمایت متولیان املاک انیشتین، توسط یک تاجر ثروتمند به نام ویلیام ام. سوارتز (۱۹۱۲–۱۹۸۷) و پدربزرگ او آرون سوارتز تأسیس شد. برندگان جوایز، که عمدتاً در زمینه خلع سلاح هسته ای فعال هستند، ۵۰ هزار دلار دریافت می‌کنند.